# Runde Häuser von Moskau

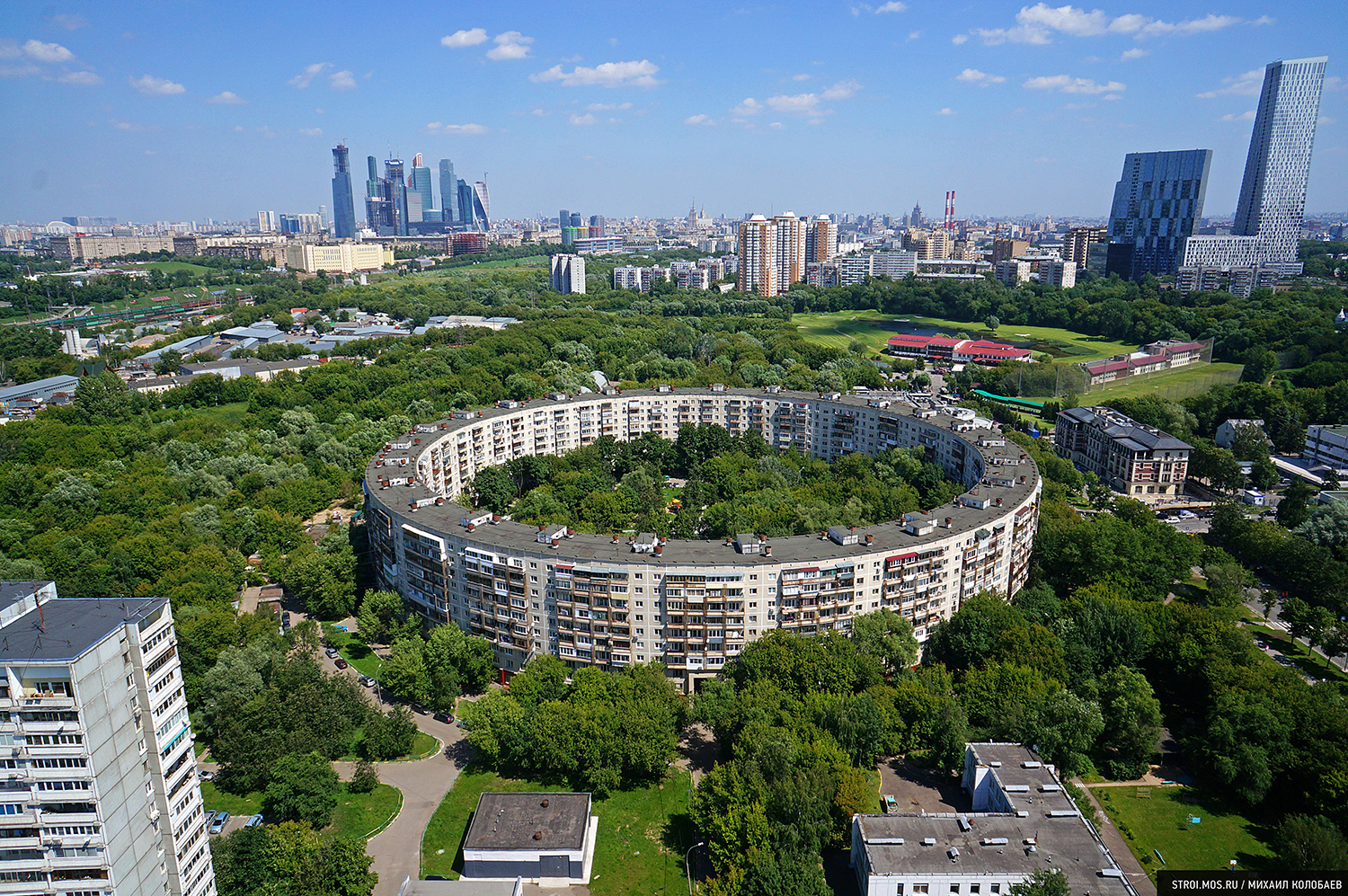
Haus an der uliza Dowschenko 6 (2014)

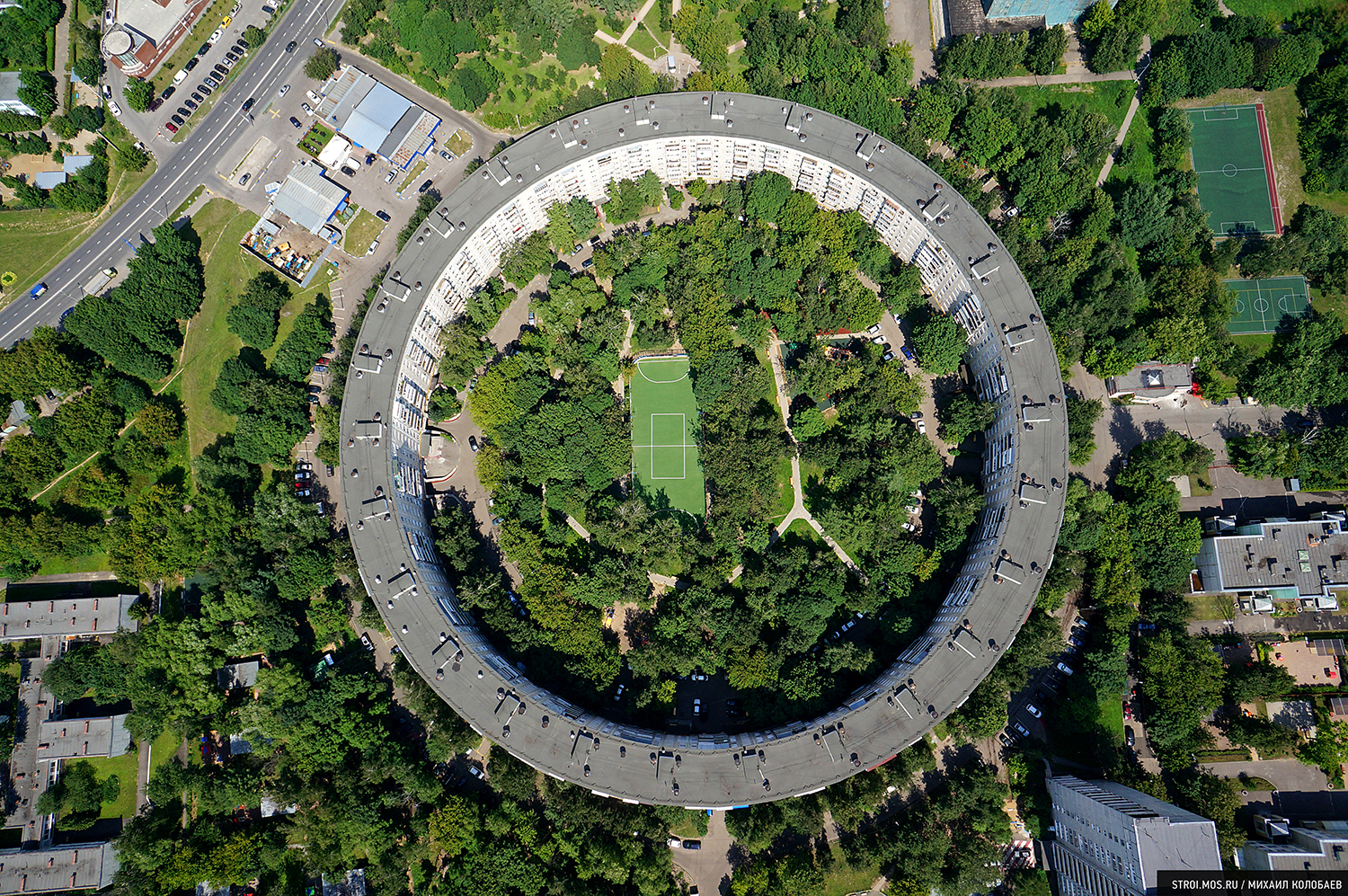
Haus an der uliza Neschinskaja 13 (2014)

Die runden Häuser von Moskau (russisch круглые дома в Москве) sind zwei kreisförmig angelegte Wohnhäuser in Moskau.
Die im Westlichen Verwaltungsbezirk befindlichen neunstöckigen Häuser mit einem Durchmesser von 155 Meter wurden in den 1970er-Jahren in Plattenbauweise errichtet. Entworfen wurden sie von dem Architekten Jewgeni Stamo. Jedes der beiden Häuser verfügt über mehr als 900 Wohnungen.